# Helen Walsh
Helen Walsh född 1977 i Warrington nära Liverpool, är en brittisk författare.
Walsh flyttade vid 16 års ålder till Barcelona. Hennes första roman Brass vann Betty Trask Award.
Hennes andra roman, Once Upon a Time In England gavs ut 2008.

### Utgivet på svenska
- Luder 2007

## Priser och utmärkelser
- Betty Trask Award 2005 för Brass